# Bertha av Schwaben, hertiginna av Lothringen
Bertha av Schwaben, född 1123, död 1195, var en hertiginna av Lothringen, gift med hertig Matthias I av Lothringen. 
Hon var regent för sin son Simon II av Lothringen under hans omyndighet mellan 1176 och 1176. 